# José Luis Parra
José Luis Parra Fernández (Madrid; 1944–Cuart de Poblet; 16 de octubre de 2012) fue un poeta español.

## Biografía
Aunque madrileño de nacimiento, José Luis Parra vivió la mayor parte de su vida en Valencia, excepto unos años en los que residió en Murcia, donde trabajó en una compañía de seguros.
Estuvo vinculado al movimiento poético de la ciudad de Granada de finales de los sesenta (1968-1970) en torno a la revista Poesía 70 y el programa radiofónico homónimo de estética inconformista y éticamente subversivo.
Concluida su vida laboral como administrativo en una compañía de seguros en Murcia, Parra volvió a Valencia donde realizó trabajos esporádicos de edición, pero se dedicó casi exclusivamente a  la poesía, frecuentando ambientes literarios de Valencia, concretamente la Cervecería Madrid y, de manera especial, el Café Malvarrosa.
En 1989 obtuvo el Accésit del I Premio Vila de Mislata con su libro Más lisonjero me vi, que apareció incluido en un volumen que recogía las obras premiadas.
Pero fue en la editorial Edicions de la Guerra & Café Malvarrosa, gestionada por Toni Moll y Vicent Berenguer, donde publicó sus primeros libros en solitario: Un hacha para el hielo (1994), Del otro lado de la cumbre (1996) y La pérdida del reino (1997). El resto de sus obras fueron publicadas posteriormente por las editoriales Pre-Textos (Valencia) y Renacimiento (Sevilla).
Sus poemas han aparecido también en revistas literarias, como Turia n.º 43-44 (Teruel, 1998), Papel Elefante (Valencia), La Siesta del Lobo (Albacete), Ultramar (Santander) y en páginas digitales, como El Rincón del Haiku.
Una selección de su obra figura en las antologías: Caldo de piedra (2001) y Cimas y abismos (2012), ambas en la editorial Renacimiento, y en La muerte (Krausse, 2009) en donde también se incluye una selección de la poesía de su hermano Pedro Antonio Parra.
Sobre su último libro, opina el crítico literario José Luis García Martín: «La muerte del autor, a los pocos días de aparecer su libro, le añade un tinte de patetismo que no siempre le beneficia. Inclinándome, de José Luis Parra, no necesita ese subrayado. Es una de las obras más escuetamente conmovedoras de la poesía española de los últimos años.»

## Obra literaria

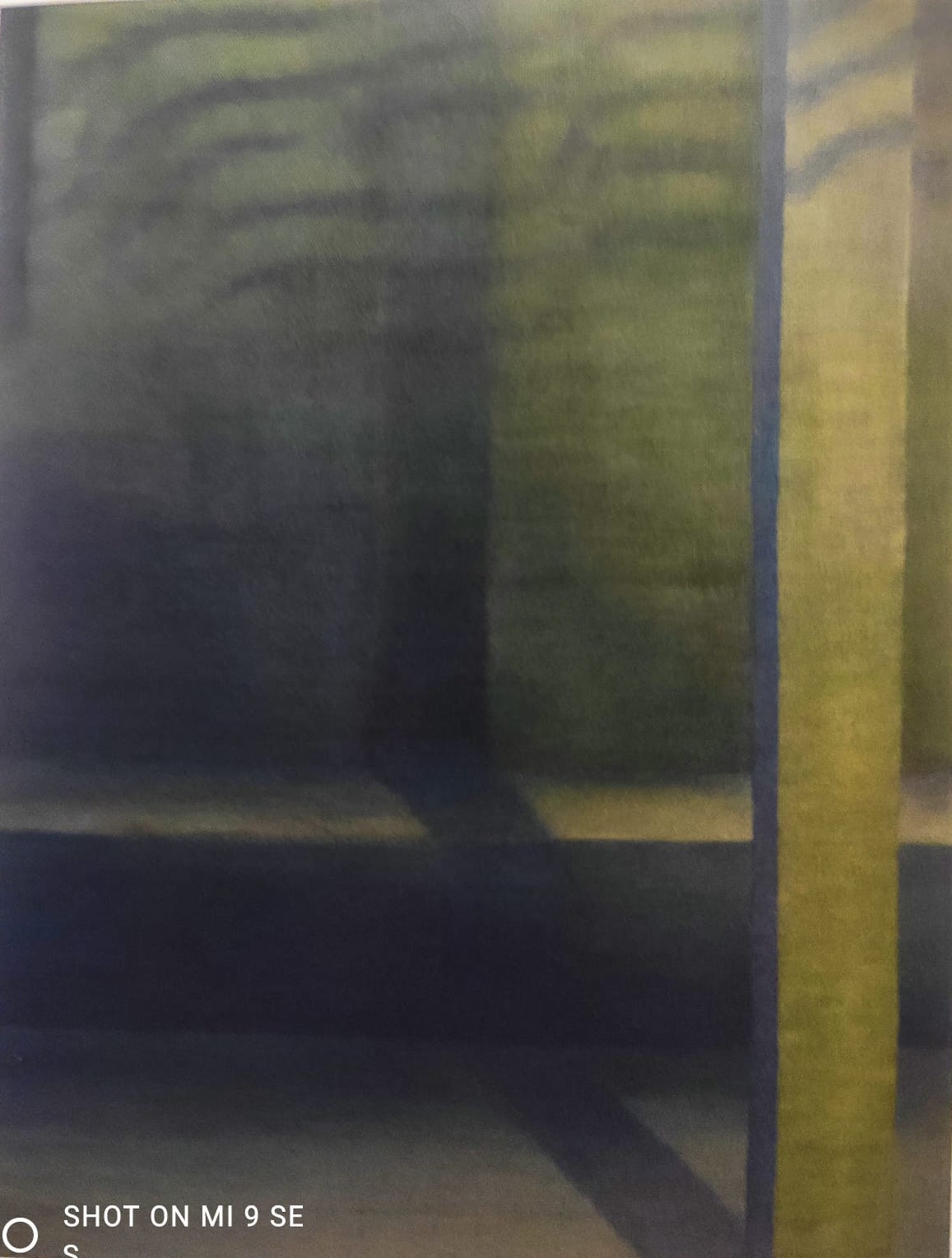
Parra, 2006, por G. Peyró Roggen

- Parra, 2006, por G. Peyró RoggenMás lisonjero me vi. En: Primer certamen literario Villa de Mislata, pp. 23-113. Mislata: Ayuntamiento de Mislata, 1989.
- Un hacha para el hielo. Valencia: Edicions de la Guerra/Café Malvarrosa, 1994.
- Del otro lado de la cumbre. Valencia: Edicions de la Guerra/Café Malvarrosa, 1996.
- La pérdida del reino. Valencia: Edicions de la Guerra/Café Malvarrosa, 1997.
- Los dones suficientes. Valencia: Pre-Textos, 2000
- Caldo de piedra. Sevilla: Renacimiento, 2001. Antología personal.
- Tiempo de renuncia. Valencia: Pre-Textos, 2004.
- «Un diálogo en los límites (Fragmentos de un diario apòcrifo)», en G. Peyró Roggen. Valencia: Víctor Segrelles, 2006. Ed. no venal.
- La muerte. Chulilla: Krausse, 2009. Antología colectiva, pp. 56-79.
- De la frontera. Valencia: Pre-Textos, 2009.
- Inclinándome. Valencia: Pre-Textos, 2012.
- Cimas y abismos. Selección y prólogo de Antonio Cabrera. Sevilla: Renacimiento, 2012.
- Hojarasca. Sevilla: Renacimiento, 2016.
- Alondra de ceniza. Selección de Susana Benet. Valencia: Veintiúnversos, 2019.
- La hora del jardín. Sevilla: Renacimiento 2020. ISBN 9788417950965